# Sebkha d'Oran
La Sebkha d'Oran est un lac salé situé dans le territoire de la commune de Misserghin, dans la wilaya d'Oran, en Algérie.

## Géographie
La Sebkha d'Oran est un lac situé à 15 km au sud d'Oran dans la commune de Misserghin et distante de 12 km de la mer Méditerranée. Elle est une dépression, fermée à 110 mètres d’altitude, limitée au nord par le massif du Murdjajo et au sud par le massif de Tessala. La sebkha occupe le fond de cette dépression, présentant une topographie apparemment plane, mais légèrement inclinée vers l'ouest, avec un point bas à 80 mètres d'altitude, et un point haut à 82 mètres. De forme elliptique, sa longueur, d'orientation approximative sud-ouest/nord-est, est de 40 km, et sa largeur de 6 à 13 km. 
Elle est alimentée par un réseau hydrographique qui afflue principalement des massifs du Tessala et du Murdjajo. Cependant, l’eau de cette zone est salée. Le lac, qui forme une pellicule d'eau de 10 à 30 cm variant suivant la pluviométrie, s’assèche complètement durant l’été à la suite d'une très forte évaporation et de la sécheresse qui frappe la région. Le climat est de type méditerranéen semi aride, les précipitations varient entre 378 et 473 mm par an.
Les terres avoisinant le lac sont utilisées pour l’agriculture. Le sel du lac a des effets négatifs sur les franges sud de l'agglomération d’Oran ainsi que sur les pistes de l’aéroport d’Oran.
La Sebkha d'Oran est reconnue en tant que site Ramsar depuis le 2 février 2001. D'après Emberger, le climat d'Es Senia est de type semi-aride.

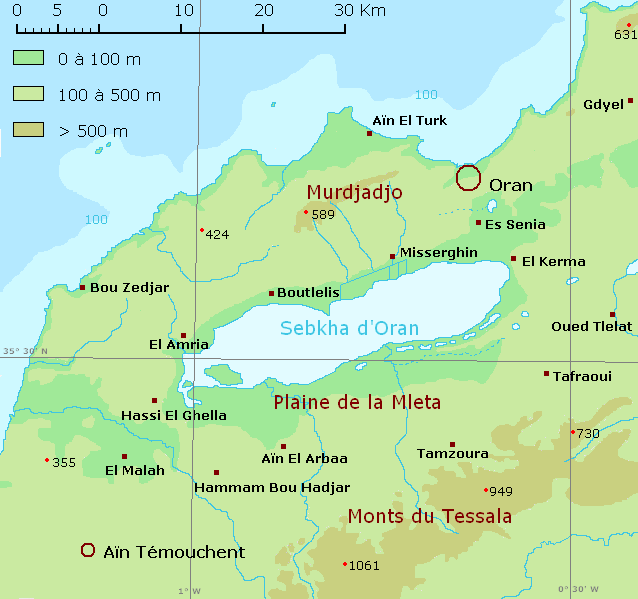
Carte topographique du bassin de la sebkha d'Oran.
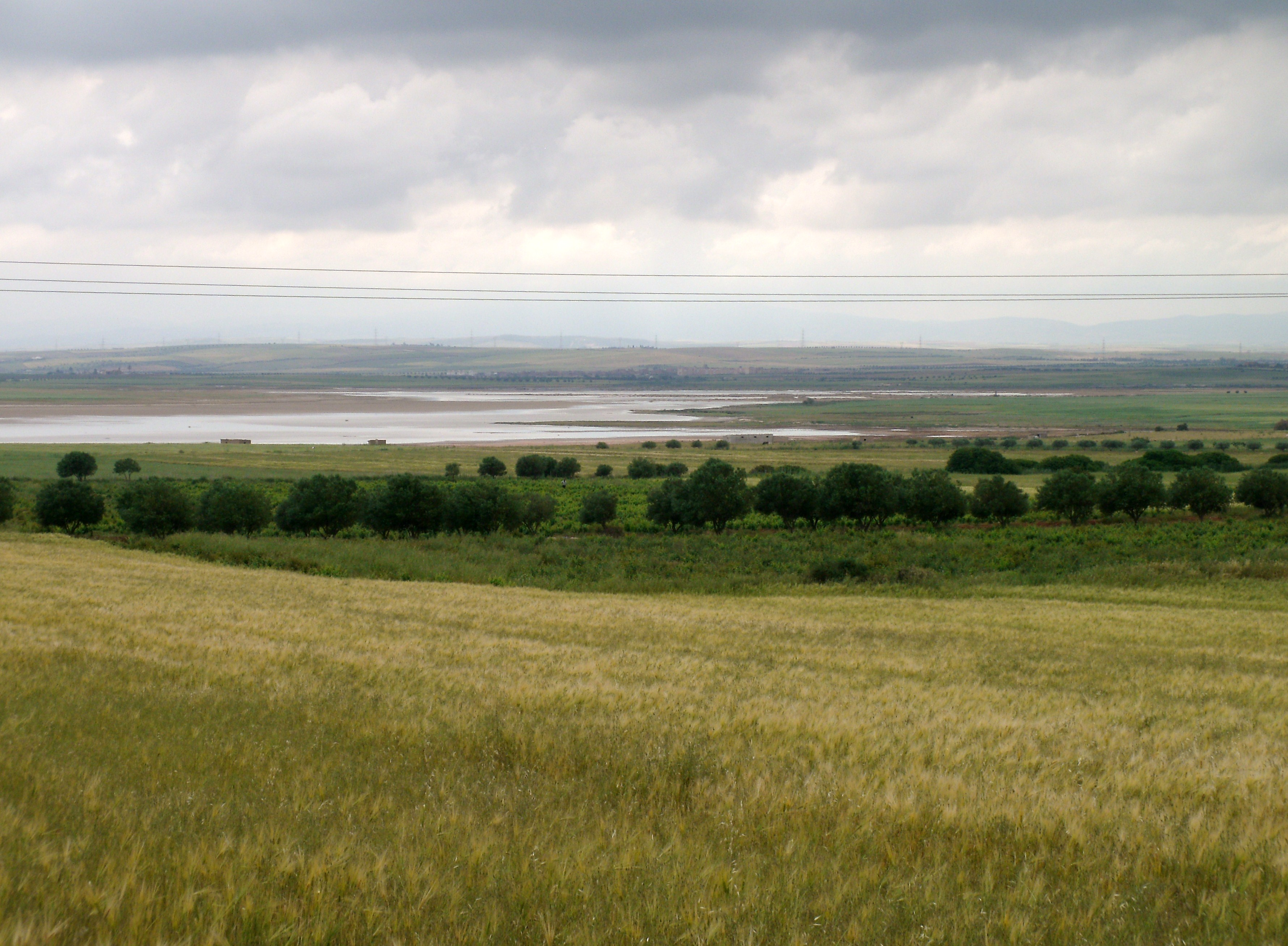
La sebkha près de Hassi El Ghella.
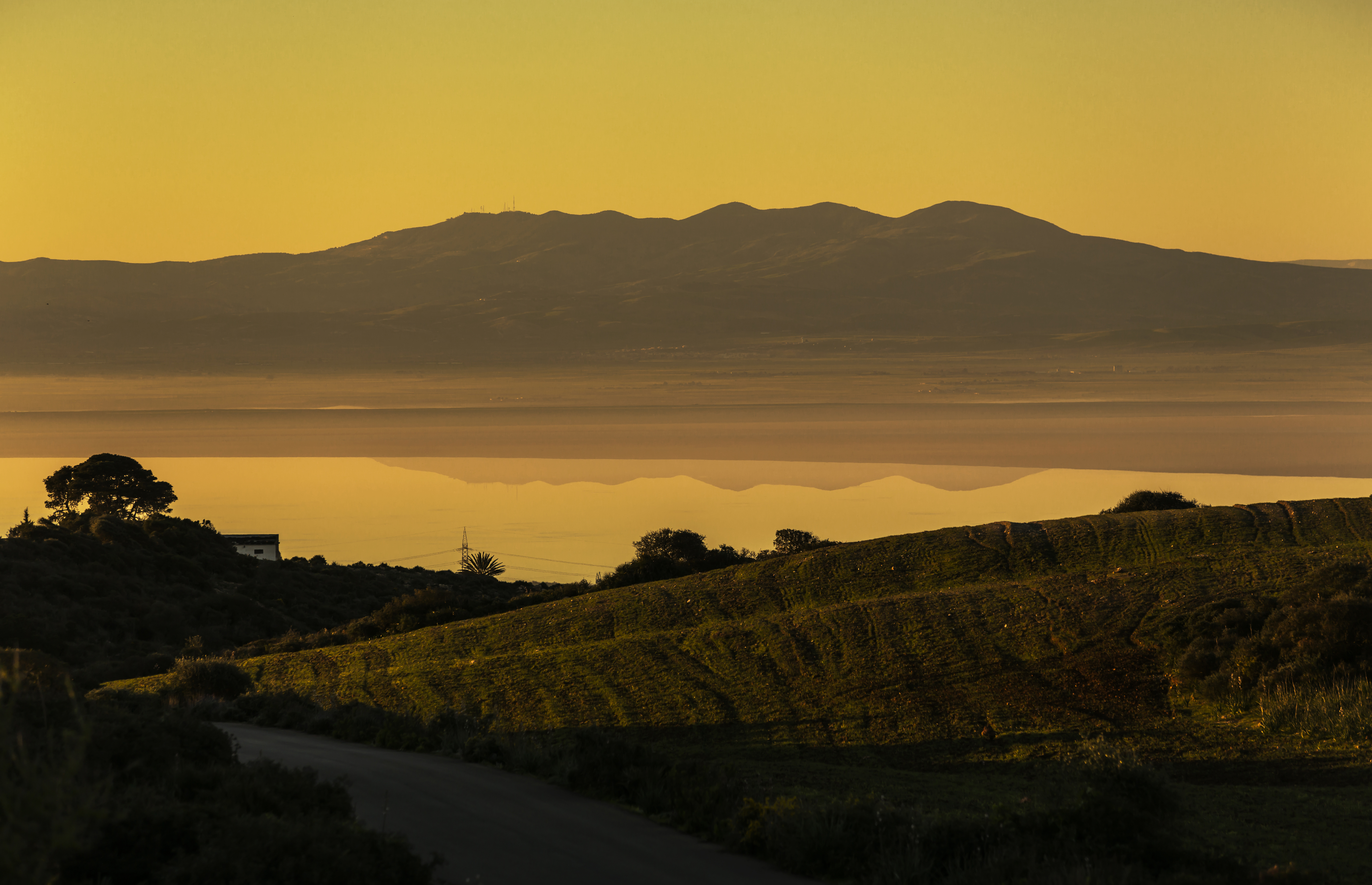

## Flore
La végétation halophile de cette grande sebkha a fait l'objet de plusieurs études scientifiques approfondies ,. Selon  K. Bahi il en ressort que « les zones humides de la région d’Oran présentent une biodiversité floristique qui mérite protection et conservation ».
Les bassins versants, qui entourent cette sebkha sont couverts de forêts de pin d’Alep, d’Eucalyptus, de chêne-liège et de Thuya.

## Faune
De nombreuses espèces migratrices d'oiseaux séjournent  dans les zones humides de l’Ouest oranais ,,. Le lac abrite deux espèces en nombre important qui dépassent souvent le 1 % international : le flamant rose et le tadorne de Belon. En février 1972, par exemple, 1 450 flamants y ont été dénombrés. En fonction des disponibilités alimentaires, ces oiseaux pourraient bien se déplacer entre ce lac, les marais de la Macta et la sebkha d'Arzew (Johnson, in litt.).